# Лютий Ростислав Володимирович
Лютий Ростислав Володимирович (31 жовтня 1978 р., Київ) – український науковець у галузі Металургії і ливарного виробництва. Професор кафедри ливарного виробництва Національного технічного університету України “Київський політехнічний інститут імені Ігоря Сікорського”.

## Життєпис
Закінчив Національний технічний університет України “Київський політехнічний інститут” (2001 р.) за спеціальністю “Ливарне виробництво чорних та кольорових металів”. Кваліфікація – магістр металургії.
Навчався в аспірантурі (з 2001 по 2004 р.) у Національному технічному університеті України “Київський політехнічний інститут”. 
У 2006 р. захистив дисертацію на тему “Формувальні суміші і процеси виготовлення точних виливків за моделями, що витоплюються” на здобуття наукового ступеню кандидата технічних наук.
У 2014 р. отримав вчене звання доцента.
У 2023 р. захистив дисертацію на тему “Теоретичні та технологічні основи створення екологічних фосфатних зв’язувальних матеріалів для ливарного виробництва” на здобуття наукового ступеню доктора технічних наук.
Працював: 
- асистентом (з 2005 по 2009 р.) кафедри ливарного виробництва чорних та кольорових металів інженерно-фізичного факультету Національного технічного університету України “Київський політехнічний інститут”
- доцентом (з 2009 по 2024 р.) цієї ж кафедри
- З 2025 р. працює професором кафедри ливарного виробництва Навчально-наукового інституту матеріалознавства та зварювання імені Є.О. Патона у складі Національного технічного університету України “Київський політехнічний інститут імені Ігоря Сікорського”
- З 2006 р. до цього часу – вчений секретар кафедри.

## Наукова і педагогічна діяльність

#### Основні напрями наукових досліджень:
- Формувальні матеріали і суміші для ливарного виробництва
- Теоретичні основи ливарних процесів
- Екологічні зв’язувальні матеріали
- Ресурсоефективні технології виготовлення форм для лиття металів і сплавів
- Фізика, хімія, термодинаміка, прикладна механіка, математичне моделювання

#### Методичні видання
1. Лютий Р.В., Гурія І.М. Формувальні матеріали: Підручник для студентів спеціальності 136 "Металургія". - Київ: КПІ ім. Ігоря Сікорського, 2020. – 257 с.[2]
2. Лютий Р. В. Теоретичні основи ливарних процесів: Підручник для здобувачів вищої освіти, які навчаються за спеціальністю 136 «Металургія» / Р. В. Лютий, М. М. Ямшинський, А. С. Кочешков. – Київ: КПІ ім. Ігоря Сікорського, Вид-во «Політехніка», 2024. – 335 с.[3]
3. Дорошенко С. П., Фесенко А. М., Лютий Р. В. Російсько-українсько-англо-німецький термінологічний словник з ливарного виробництва. – Краматорськ: ДДМА, 2012. – 598 с.

#### Інформація про наукові праці:
1. Федоров Г.Є., Платонов Є.О., Ямшинський М.М., Лютий Р.В. Стальное литье. – Київ: ВІПОЛ, 2013. – 896 с. (Монографія)
2. Косячков В.О., Гнатуш В.А., Лютий Р.В., Кочешков А.С. Історія литва у Київському політехнічному: кафедрі ливарного виробництва НТУУ «КПІ» 90 років. – Київ: Політехніка, 2015. – 130 с. (Монографія)
3. Liutyi R., Tyshkovets M., Liuta D. Physico-chemical fundamentals of synthesis of binding materials from orthophosphoric acid and inorganic salts of metals / Prospektive globale wissenschaftliche Trends: Innovative Technik, Transport, Sicherheit. Monografische Reihe «Europäische Wissenschaft». Buch 7. Teil 8. – Karlsruhe: Scientific World-Net Akhat AV, 2021. – Chapter 1. – P.8–45. (Розділ в колективній монографії)[4]
4. Liutyi R. Analytical method of calculation of thermal fields in the process of pouring the foundry mold and crystallization of metal / Науково-технічні дослідження у галузі механічної інженерії та транспорту: Академія технічних наук України. – Ів.-Франківськ: Видавець Кушнір Г.М. – 2023. – С.7–40. (Розділ в колективній монографії)[5]
5. Petryk I., Liutyi R., Kocheshkov А., Myslyvchenko О., Liuta D. Creation of self-hardening aluminum phosphate binders for manufacturing foundry cores // Advances in Industrial and Manufacturing Engineering. – 2023. – Vol. 6, Article ID 100114[6]
6. 6. Liutyi R. Analytical method of calculation of thermal fields in the process of pouring the foundry mold and crystallization of metal / Scientific and technical research in the field of mechanical engineering and transport: Academy of Technical Sciences of Ukraine. – Іvano-Frankivsk, 2023. – P.7–40[7]

## Громадська діяльність
Член Асоціації ливарників України (Протокол № 04-08 засідання Ради Всеукраїнської громадської організації “Асоціація ливарників України” від 11.04.2024 р.).
Академік Академії технічних наук України (Диплом академіка № 443 від 18.01.2024 р.).

## Відзнаки
Орден «Науковець року» (2020) за № 180 (Комітет Верховної Ради України з питань освіти, науки та інновацій, Національна академія наук України, Українська федерація вчених).